# 阿伯拉罕·加西亞
阿伯拉罕·加西亞·阿利亞加（Abraham García Aliaga，1974年1月11日—），生於西班牙馬德里，西班牙足球教練，在馬德里體育會及皇家馬德里青年軍執教達11年之久，期間曾一手提拔費蘭度托利斯及莫拉達兩大西班牙球星，更被費蘭度托利斯稱他為職業生涯中最重要的教練，現時擔任西班牙丙組足球聯賽球隊塞哥維亞體操主教練。

## 教練生涯
加西亞生於西班牙馬德里，自16歲起就擔當足球教練，於1997至2004年執教馬體會U16、U18、U19以及三隊，直到2004至2007年則任教皇家馬德里C隊。其後兩年加西亞重返馬體會擔任球會B隊教練，在這段期間他麾下的球員包括多名當今家傳戶曉的著名球星例如費蘭度托利斯、馬達、迪基亞、莫拉達、艾華路杜明基斯、高基及基比等西班牙國腳。直到2013年西班牙出現經濟危機，他只好離開祖國，先在2014年成為中乙球隊銀川賀蘭山主教練，其後到羅馬尼亞助皇家馬德里在當地開設足球學校。2015年7月，加西亞來港擔任傑志主教練，直到2016年3月重返西班牙擔任西丙球隊塞哥維亞體操主教練。

## 個人生活
加西亞身型魁梧外貌酷似西班牙名帥賓尼迪斯。他曾一手提拔費蘭度托利斯及莫拉達兩大西班牙球星，其中出身自馬德里體育會青訓的昔日金童費蘭度托利斯，自15歲起便跟隨加西亞、直至2001年升上馬體會一隊，而費蘭度托利斯曾在其自傳中，以整個章節描述與加西亞這位恩師之間的關係，更稱他為職業生涯中「最重要的教練」。